# Idris I. al-Ma'mun
Abu l-Ula Idris I. al-Ma'mun (arabisch أبو العلا  إدريس المأمون, DMG Abū l-ʿUlā Idrīs al-Maʾmūn; † 1232) war der achte Kalif der Almohaden und herrschte von 1227 bis 1232 über den Maghreb und al-Andalus.
Idris I. war ein Enkel von Abu Yaqub Yusuf I. Er kam 1227 auf der Iberischen Halbinsel durch einen Aufstand gegen die Herrschaft seines Bruders Abdallah al-Adil (1224–1227) an die Macht. Auch dieser hatte 1224 durch einen Aufstand die Macht errungen. Mit 12.000 kastilischen Söldnern landete Idris auch in Marokko, um dort seinen Neffen, al-Adils Sohn Yahya, zu stürzen.
Durch seine starke Verwurzelung in der Kultur von al-Andalus hatte Idris I. al-Ma'mun nur wenig Verständnis für die almohadischen Institutionen, die bisher die relative Stabilität des Reiches gewährleistet hatten. So wurden unter ihm zunächst der Rat der 10 Stammesführer und 40 Stammesdelegierten abgeschafft, sowie auf die Nennung des Mahdi Ibn Tumart in den Verwaltungsakten und auf Münzen verzichtet. 1228 schwor er der almohadischen Lehre ab und verfluchte den Mahdi. Auch wenn Idris I. diese Maßnahmen 1230 wieder zurücknahm, wurde die Loyalität der Untertanen gegenüber der Dynastie doch schwer erschüttert.
So kam es 1229 zum Abfall der Hafsiden in Ifrīqiya (heutiges Tunesien), die weiter an der almohadischen Lehre festhielten. Auch brach nach Idris’ Machtergreifung in al-Andalus der Aufstand des Ibn Hud aus, der letztlich zum Zusammenbruch der almohadischen Herrschaft führte. Mit dem Vordringen der marokkanischen Meriniden seit 1230 wurden die Almohaden auch in ihrem Kernland Marokko bedroht.
Wenige Jahre nach Idris’ Tod hatten die Almohaden die Herrschaft über den Süden der Iberischen Halbinsel an den erwähnten Ibn Hud verloren, jene über Ifriqiya an die Hafsiden und das heutige Staatsgebiet Algeriens an die Abdalwadiden. Nachfolger von Idris I. al-Ma'mun wurde Abd al-Wahid II. ar-Rashid (1232–1242).